# Chromium
Chromium je svobodný a otevřený softwarový webový prohlížeč, který vyvíjí a spravuje především společnost Google. Tato programová základna poskytuje převážnou většinu kódu pro webový prohlížeč Google Chrome, který je však proprietárním softwarem a má některé další funkce. 
Programová základna Chromium je široce využívána. Na kódu prohlížeče Chromium jsou založeny prohlížeče Microsoft Edge, Samsung Internet, Opera a mnoho dalších. Významné části kódu navíc využívá několik aplikačních frameworků. 
Společnost Google neposkytuje oficiální stabilní verzi prohlížeče Chromium, ale poskytuje oficiální klíče API pro některé funkce, například převod řeči na text a překlad.

## Licence

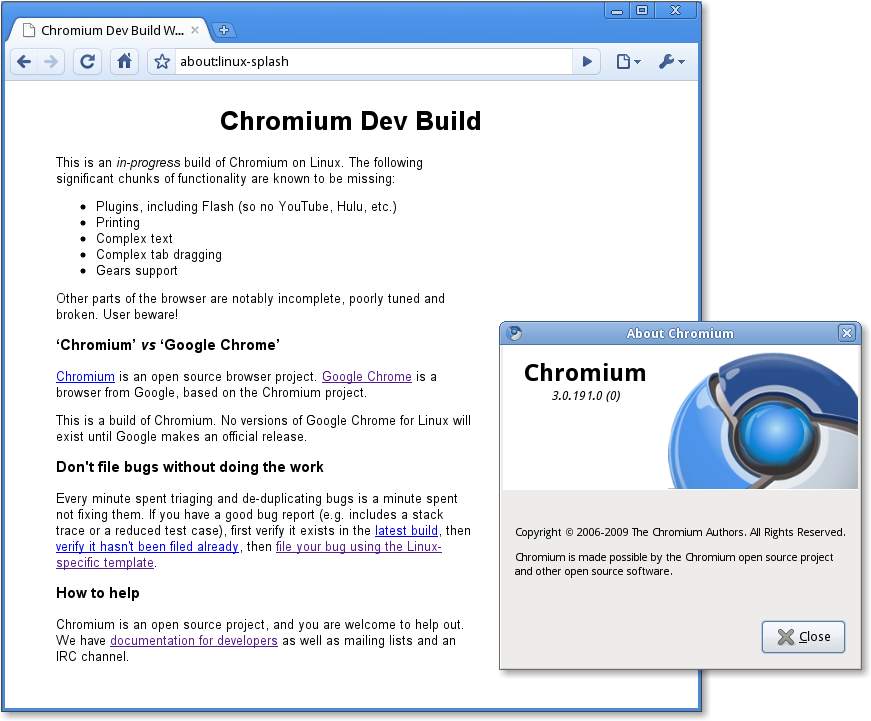
Alfa verze Chromium pro linux

Chromium je svobodný softwarový projekt s otevřeným zdrojovým kódem. Část vytvořená společností Google je sdílena pod třísložkovou licencí BSD. Závislosti na třetích stranách podléhají různým licencím, včetně MIT, LGPL, Ms-PL a trojité licence MPL/GPL/LGPL.
Tato licence umožňuje libovolné straně sestavit kódovou základnu a sdílet výsledný spustitelný prohlížeč s názvem a logem Chromium. Takto postupuje mnoho linuxových distribucí a také FreeBSD a OpenBSD.

## Rozdíly od Google Chrome
Chromium poskytuje velkou většinu zdrojového kódu pro prohlížeč Google Chrome, včetně uživatelského rozhraní, vykreslovacího jádra Blink a javascriptového enginu V8. Google si proto vybral název „Chromium“ jako analogii kovového chrómu vpracovaného do chromování.

### Funkce
Chrome má více funkcí než Chromium. Následující seznam funkcí prohlížeče Chrome není ve výchozím sestavení prohlížeče Chromium k dispozici. Některé však lze povolit nebo ručně přidat do sestavení Chromium, což se děje u mnoha distribucí Linuxu.
- Možnost automatické aktualizace
- Klíče API pro některé služby Google
- Modul správy digitálních práv Widevine
- Licencované kodeky pro populární zvukové formáty H.264 a AAC
- Mechanismy sledování pro zprávy o použití a o haváriích

### Značka a licencování
Chrome má stejné funkce uživatelského rozhraní jako Chromium, ale změněně barevné schéma na schéma se značkou Google. Na rozdíl od prohlížeče Chromium není prohlížeč Chrome svobodný software a jeho  binární soubory jsou licencovány jako freeware na základě Smluvních podmínek Google Chrome.